# Benedikt Waldeck
Franz Leo Benedikt Waldeck (Münster, 31 de julho de 1802 – Berlim, 12 de maio de 1870) foi um político alemão e é tido como um dos principais líderes da ala esquerda dos liberais na Prússia durante a Revolução de 1848/49.

## Carreira
Durante as revoluções alemãs de 1848-1849, Waldeck tornou-se politicamente ativo. Ele foi eleito para a Assembleia Nacional Prussiana em 1848. Após a dissolução da Assembleia Nacional Prussiana em 1849, ele ingressou na Segunda Câmara do Landtag da Prússia.
Em julho de 1848, ele criou uma constituição liberal para o Reino da Prússia, a chamada "Charte Waldeck". Uma forma enfraquecida desse rascunho foi assinada pelo rei Frederico Guilherme IV da Prússia em dezembro de 1848.
Em maio de 1849 foi preso em Berlim por alta traição, mas foi absolvido em dezembro. Sir John Retcliffe (nome real: Hermann Goedsche) esteve centralmente envolvido em um escândalo de falsificação para desacreditar Waldeck e depois perdeu sua posição no governo por sua participação criminosa.
Apesar de sua absolvição, Waldeck e outros democratas não conseguiram permanecer politicamente ativos após a revolução fracassada sob o governo de Otto Theodor von Manteuffel. No entanto, ele conseguiu manter sua posição como juiz no Supremo Tribunal da Prússia. 
Somente depois que o posterior rei e imperador Guilherme I assumiu a regência em 1858, Waldeck se candidatou novamente em 1861. Isso o trouxe de volta ao parlamento prussiano, onde se tornou um dos líderes do Partido do Progresso Alemão. Na oposição política, ele também se tornou um dos mais importantes oponentes domésticos de Bismarck na década de 1860.
Devido a uma doença estomacal, teve que encerrar suas atividades políticas e profissionais.
Sua doença estomacal, que supostamente era cancerígena, foi a causa de sua morte em 12 de maio de 1870. Seu funeral em maio de 1870 contou com a presença de até 400 000 pessoas, de acordo com alguns relatos. Isso teria sido metade da população de Berlim naquela época. Ele foi enterrado no Cemitério de Santa Edwiges na Liesenstraße em Berlim. Em 1890, uma estátua foi erguida em Berlin-Kreuzberg no Waldeckpark, que leva o nome dele.